# Колланья
Колланья (італ. Collagna) — колишній муніципалітет в Італії, у регіоні Емілія-Романья,  провінція Реджо-Емілія. З 1 січня 2016 року Колланья є частиною новоствореного муніципалітету Вентассо.
Колланья розташована на відстані близько 330 км на північний захід від Рима, 90 км на захід від Болоньї, 50 км на південний захід від Реджо-нелль'Емілії.
Населення — 939 осіб (2014).

## Демографія
Населення за роками:

Станом на 31 грудня 2014 року в муніципалітеті офіційно проживали 54 іноземці з 10 країн, серед них 19 громадян країн Євросоюзу та 9 громадян України.

## Сусідні муніципалітети
- Бузана
- Комано
- Фівіццано
- Лігонкьо
- Рамізето
- Сіллано-Джункуньяно